# Leonardo (revista)

Portada de la revista "Leonardo".

Leonardo és una revista de ciència, art i tecnologia publicada des del 1986. Inicialment fou publicada per Pergamon Press, a París, per idea de Frank Malina. A la mort d'aquesta persona, el seu fill Roger Malina creà l'organització sense ànim de lucre Leonardo/The International Society for the Arts, Sciences and Technology que publica des de l'editorial de la Massachusetts Institute of Technology.
L'objectiu de la revista és la publicació dels descobriments tècnics al camp de l'art per a desenvolupar un paradigma d'assaig-error a l'àmbit artístic.